# ريتشارد هاموند

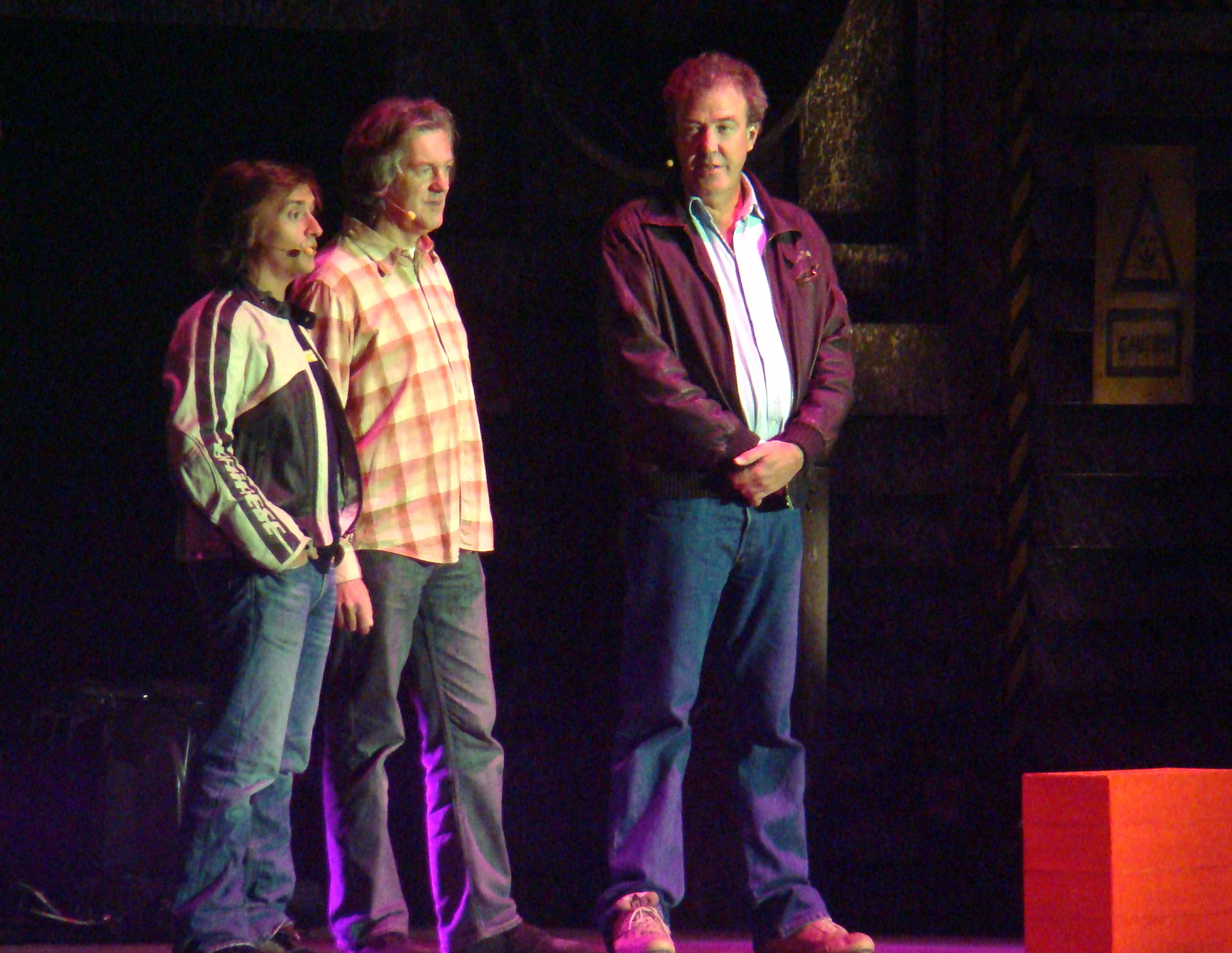
ريتشارد مارك هاموند مع جيرمي كلاركسون وجيمس ماي أثناء تقديمهم إحدى المسابقات

ريتشارد مارك هاموند الملقب ب «الهامستر» (ولد في 19 ديسمبر 1969) مقدم تلفزيوني إنجليزي، كاتب وصحفي عرف لاستضافته برنامجين على شبكة قنوات بي بي سي وناشيونال جيوغرافيك للسيارات أشهرهم هو برنامج توب جير من عام 2002 حتى عام 2015 مع جيرمي كلاركسون وجيمس ماي.
كما قدم برنامج «ألعاب العقل: سوء استخدام العلم» (2003-2006)، «ممسوح بالكامل» (Total wipeout، 2009-2012) و«الحياة على كوكب الأرض» (2012).
في عام 2016، بدأ هاموند في تقديم الحلقات التلفزيونية «الجولة الكبرى» من إنتاج شركة دبليو تشامب وأولاده. يقدم السلسلة مع زملائه السابقين في برنامج «توب جير» كلاركسون وماي. يقدم البرنامج حصريا عن طريق أمازون فيديو إلى عملاء أمازون بريم.
في نوفمبر 2016، قام الثلاثي بإنشاء موقع تواصل إجتماعي تحت اسم "Drive ribe" يقوم فيها بإضافة المحتوى الخاص به تحت اسم «هاموند فوب جوكيز».

## السيرة الذاتية

### النِشأة
ولد هاموند في سوليهل، وركشير، إنجلترا، حفيد عامل في مصنع سيارات في مدينة برمنغهام. في منتصف ثمانينيات القرن الماضي. إنتقل هاموند برفقه عائلته (والدته إيلين، والده ألان، إخوته الأصغر منه أندرو، كاتب سلسلة كريبت ونيكولاس) إلى مقاطعة شمال يوركشاير، مدينة ريبون الكاتدرائية المكان الذي عمل فيه والده في مجال إثبات صحة الوصايا في سوق الميدان.
إلتحق هاموند بمدرسه بلوسوم فيلد في شيرلي من عمر 3-7 أعوام. ثم إلى مدرسة سوليهل الإعدادية، مدرسة مستقلة مجانية، ثم إلتحق بمدرسة ريبون جرامار. وفي الفترة ما بين عام 1986 إلى عام 1988. إلتحق هاموند بكلية هاروجيت للفنون والتكنولوجيا.

### الحياة العملية
بعد التخرج، عمل هاموند لدي العديد من محطات راديو بي بي سي، بما فيهم راديو كليفلاند، راديو يورك، راديو كامبريا، راديو ليدز، راديو نيوكاسيل وراديو لانكاشير قبل أن يقوم بتجارب أداء البرنامج التلفزيوني الشهير توب جير.

#### توب جير

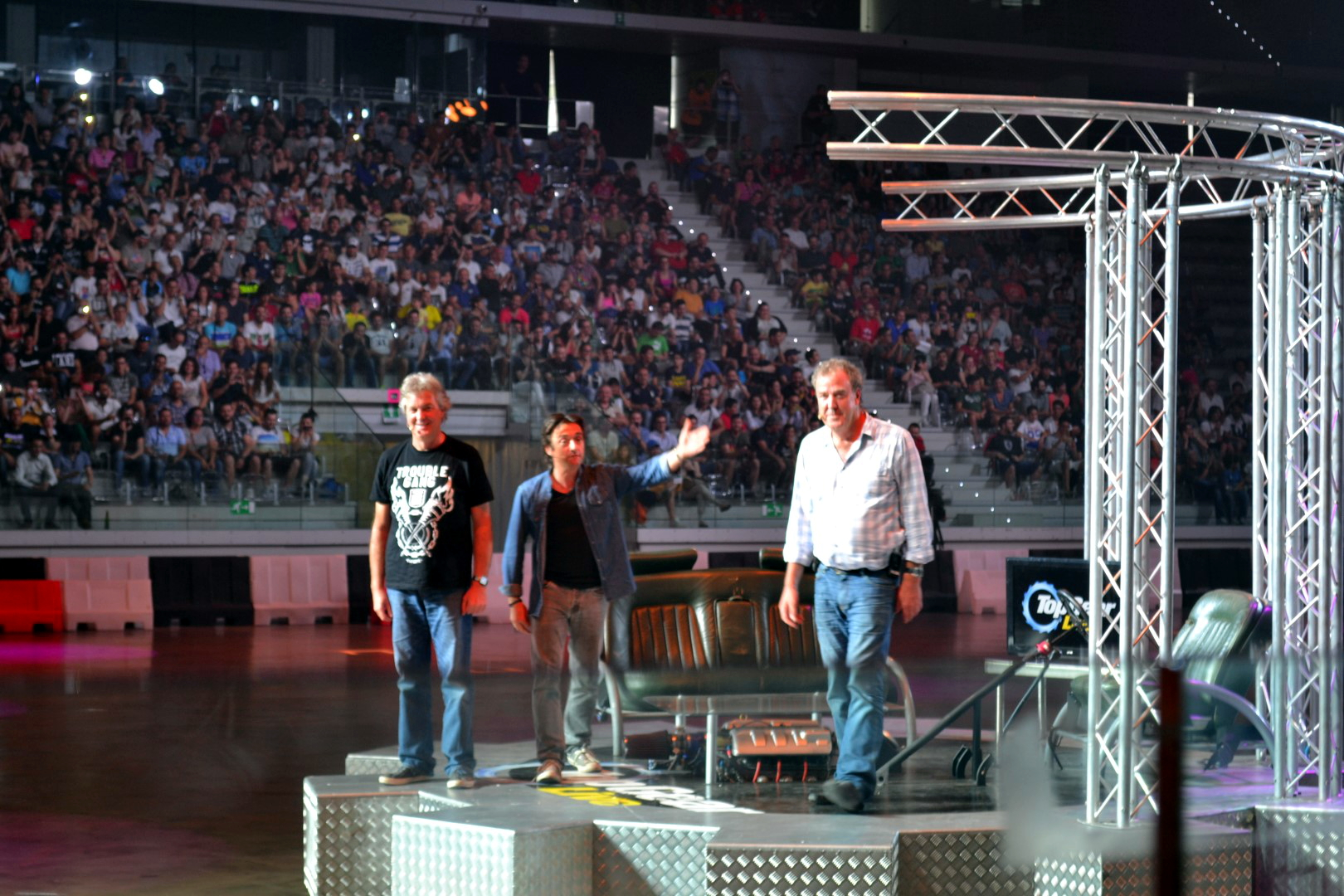
هاموند، جيرمي كلاركسون وجيمس ماي في إحدى حلقات برنامج توب جير مباشر في إيطاليا، في عام 2014

في عام 2002، أصبح هاموند أحد مقدمي البرنامج التلفزيوني الشهير توب جير، أي في أوائل حلقات البرنامج. غالبا ما يتم الإشارة إلى هاموند بلقلب «الهامستر» من قبل المعجبين وزملائه مقدمي البرنامج في إشارة منهم على إسمة وعلى حجمه الصغير نسبيا. تم إلصاق اللقب به في ثلاث مناسبات مختلفه من الموسم السابع، عندما قام بأكل كرتونة في حركه منه لتقليد سلوك الهامستر.
تعرض هاموند لحادثة تصادم كبيرة أثناء التصوير في سبتمبر 2006 بالقرب من مدينه يورك إختفى بسببها من باقي الحلقات نتيجه إصابته ليعود في أول حلقة من حلقات الموسم التاسع (والتي عرضت في 28 يناير 2007) في احتفال بطولي. إنتهت بفتايات ترقص، سلالم على هيئة طائرات وألعاب نارية. إحتوت الحلقة أيضا على صورا للحادثة تصدرت بعد ذلك عنواين الأخبار. طلب هاموند في اليوم التالي أثناء تصفيق الجمهور العفوي عدم ذكر الحادثة في البرنامج مرة أخرى. على الرغم من استخدام المقدمين الثلاثة للبرنامج للحادثة كأضحوكه بعد ذلك. أخبر هاموند زملائة:
«إن الفارق الوحيد بيني الآن وبيني قبل الحادثة، أنني أصبحت أحب الكرفس الآن ولم أكن أحبة قبل ذلك».
في الحلقة الثانية من الموسم السادس عشر، صرح هاموند أنه لا يوجد أحد قد يرغب في امتلاك سيارة مكسيكية، فحيث أن السيارة هي انعكاس لشخصية سائقها، فلا يوجد أحد يريد أن يتم وصفة بالكسل، ضعيف، بلا موهبة، زائد الوزن، محني على سور، نائم، كالماعز. أنهى هاموند خطابة قائلا:
«أنا أسف، ولكن هل تتخيل أن تستيقظ يوما لتجد نفسك مكسيكيا؟»
قوبلت الحلقة بالعديد من الشكاوي، الأمر الذي جعل محامي شبكة بي بي سي الإعلامية يعلنون أن هذا الجزء يدخل ضمن تقاليد المرح البريطانية.
بعد قرار قناة بي بي سي بعدم تجديد عقد كلاركسون في البرنامج في الخامس والعشرين من مارس 2015 (25/3/2015)، إنتهى عقد هاموند أيضا في 31 مارس. في شهر إبريل من نفس العام، صرح هاموند على موقع التواصل الإجتماعي تويتر منهيا في الجدال حول نيته عن التوقف بتقديم البرنامج مغردا:
«يتجادل الناس حول هل سنترك تقديم برنامج توب جير أم لا، وبالنسبة لي لم أفكر أبدا في ترك البرنامج أو أصدقائي».
في 12 يونيو 2015، أكدت شبكة قنوات بي بي سي عودة برنامج توب جير بحلقة خاصة مدتها 75 دقيقة تعرض فيها تحدين لم يتم عرضهما على المشاهدين يشترك فيه المذيعين الثلاثة من الموسم 22. تم عرض الحلقة في المملكة المتحدة على شبكة قنوات بي بي سي 2 في 28 يونيو في تمام الساعة 8 مساءا، على شبكة قنوات بي بي سي أمريكا في الولايات المتحدة يوم 13 يوليو في تمام الساعة 9 مساءا.

#### ألعاب العقل: سوء استخدام العلم
في عام 2003، أصبح هاموند أول مقدم لبرنامج «ألعاب العقل: سوء استخدام العلم»، ظل هو المقدم الوحيد للبرنامج طوال الموسم الأول إلى أن إنضم إليه جون نيكل وشارلوت هاديسون في الموسم الثاني. بعد عرض الموسم الرابع تم الإعلان أن هاموند لن يستمر في العمل مع شبكة قنوات سكاي 1 بعد توقيعة إتفاق حصري مع شبكة قنوات بي بي سي. ليتم اختيار فيك ريمبز كمذيع أساسي بدلا منه.

#### أعمال تلفزيونية أخرى

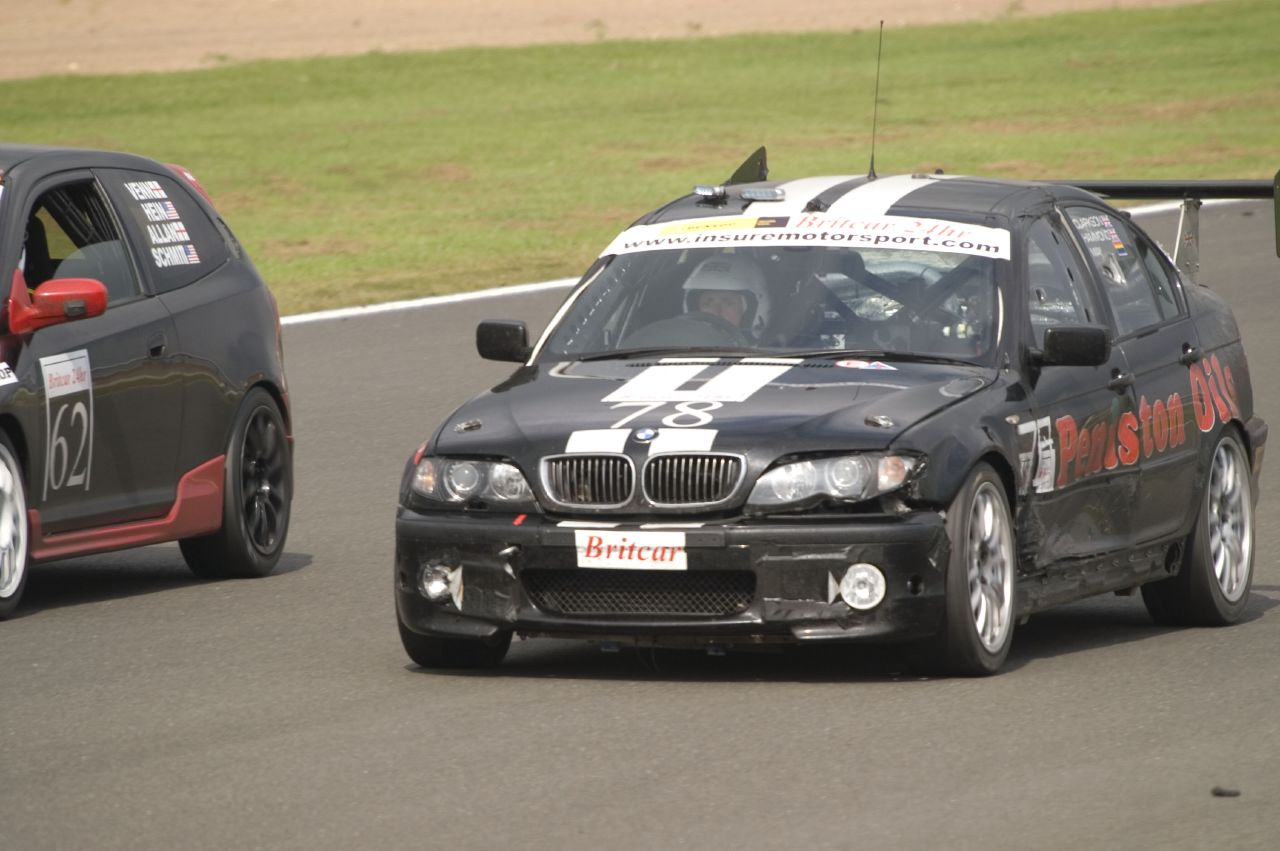
هاموند يقود سيارة بي إم دبليو ديزل 3، في إحدى حلقات برنامج توب جير، عام 2007

في بداية حياته العملية، بالإضافة إلى عمله في الإذاعة (الراديو) قدم هاموند العديد من البرامج اليومية الصباحية وبرامج عن المحركات مثل برنامج محرك ويك على قناة رجال ومحركات.
كما قام بتقديم برنامج كرافتس عن الكلاب في عام 2005، تقديم حفل جوائز باركينج البريطاني في عام 2004/2005. ظهر هاموند أيضاَ في برنامج الهروب من المدرسة، برنامج مسابقات يعرض على قناة بي بي سي وان، يقوم فيه المشاهير بالإجابة عن أسئلة تخص ما تعلموة في المدارس. غير تقديمه برنامج «مؤامرة البارود: تحطيم الاسطورة».
تزامنا مع تقديمه لبرنامجه الشهير توب جير، قام هاموند بتقدم برنامج «هل يجب على أن أقلق بشأن....؟» على قناة بي بي سي وان، «قادة الزمن» على قناة بي بي سي 2، أول أربع مواسم من «ألعاب العقل: سوء استخدام العلم» على شبكة سكاي 1. عمل هاموند كقائد لفريق عمل برنامج رؤساء البنزين "Petrolheads"، والتي صنع فيها ذكرى لن ينساها أحد من المشاهدين حيث إصطدم هاموند وهو يقود سيارته الفيراري الكلاسيكية بسيارة أخرى وهو يحاول ركنها مغلق العينين.
في يوليو 2005، تم التصويت لصالح هاموند في مجلة هيت ليكون على أعلى قائمة «أغرب المشاهير» ويحصد المركز الأول في نهاية التصويت. كما تم اختيارة في نفس العام ليكون ضمن أكثر 10 مقدمي برامج بريطانيين موهبة. في إحدى حلقات توب جير، سخر جيمس ماي من كلا من هاموند وكلاركسون بعد اختيارهم في قائمة أسوء تسريحة شعر لمشهور، بينما تم اختيار ماي في أفضل التسريحات.
في مارس 2017، أثناء تصويره «الجولة الكبرى في موزمبيق» سقط هاموند من على دراجته البخارية وإصطدم رأسه بالأرض وفقد وعيه. تم عرض باقي التفاصيل في الحلقة الثانية من البرنامج.
في 10 يونيو 2017، إصطدم هاموند بسيارة ريماك الكهربائية أثناء تصويره «الجولة الكبرى» في هامبرج، كانتون سانت غالن، سويسرا، حيث كان هاموند في جولته الأخيرة عند التل الكبير بعد عبوره خط النهاية مباشرة فقد هاموند سيطرته على مقود السيارة الأمر الذي أدى إلى انقلابها ودورانها حول نفسها عده مرات قبل أن تستقر ثابته مقلوبة على سقفها. عاني هاموند من جراء تلك الحادثة بكسر في الركبة ولكنه كان واعيا ويتحدث أثناء انتشالة من السيارة وفقا لما تم الإعلان عنة من طاقم العمل.

## الحياة الشخصية
هاموند متزوج من أماندا «ميندي» هاموند (إسمها الأصلي إثيريدج، ولدت في 6 يوليو 1965)، كاتبة عمود صحفي في مجلة ديلي إيكسبريس في مايو 2002، رزق الثنائي بإبنتين.
يعرف عن هاموند ولعه الشديد بالحيوانات فلدية عدد ضخم من الحيوانات في مزرعته في بولتري، تتكون مجموعته الحيوانية من أنواع مختلفة من الأحصنة، الكلاب، القطط، الدجاج، البط، الخراف، كما يمتلك هاموند طاووسا. تبني هاموند وعائلته تي جي الكلب الرسمي لبرنامج توب جير (من نوع لابرادور بعد أن أصبح يخاف من السيارات). توفي الكلب وعمره 11 عاما في يناير 2017.
يهوى هاموند العزف على الجيتار الإيقاعي، فإنضم هو وباقي مقدمي برنامج توب جير إلى المغني جاستن هوكينز في حلقة خاصة عن البوب في عام 2007. كما يهوى قيادة الدراجات، الإسكوتر والدراجات الهوائية في المدن. الأمر الذي تسبب له في سخرية العديد من زملائه وخاصة جيرمي كلاركسون.
أعلن هاموند عن عدم إعجابه بفرقة جينيسيس الموسيقية في حلقة توب جير 2010 الخاصة عن أمريكا، الأمر الذي إستخدمه كلاركسون ضده في ثلاث حلقات خاصة أخرى:
- حلقة الشرق الأوسط الخاصة: عندما قام كلاركسون بتركيب سماعات سرية في سيارة فيات بارشيتا تعزف ألبوم الفرقة الحياة في أوروبا لعام 2007.
- حلقة الهند الخاصة: عندما عزف كلاركسون نفس الأغنية عبر تليفون ضخم في سيارة جاكوار أكس جي أس، على الرغم من قيادة هاموند سيارة أخرى (ميني كوبر).
- حلقة خاصة عن أفريقيا: عندما غنى كلاركسون لنفس الفرقة في محاولة منه لجعل هاموند يتركة يعبر.

في عام 2007، سافر هاموند إلى أفريقيا في حلقة توب جير الخاصة عن بوتسوانا، إختار فيها هاموند سيارة أوبل كاديت طراز 1963، سريعا ما أسماها أوليفر. بعد أسبوع من بث الحلقة أخبر هاموند جمهورة بأنة قد نقل أوليفر إلى المملكة المتحدة ليتم تخزينها من قبل مجلة براكتيكال كلاسيك. ظهر أوليفر مرة أخرى في برنامج هاموند العلمي للأطفال «معمل بلاست».
في عام 2010، كان هاموند رئيسا لمعرض مقاطعة هيرفوردشير الحادي والثلاثين والمقام في محكمة هامبيتون. سبب حضورة حضور غير متوقع من الجمهور الذي وصل عددهم إلى أكثر من 15000 شخص.
في مارس 2012، نجح هاموند في الحصول على رخصه B207 لقيادة الطائرات الهليوكبتر ومن حينها وهاموند يمتلك هلوكبتر من طراز روبنسون آر44 رافين تو.

### الإقامة

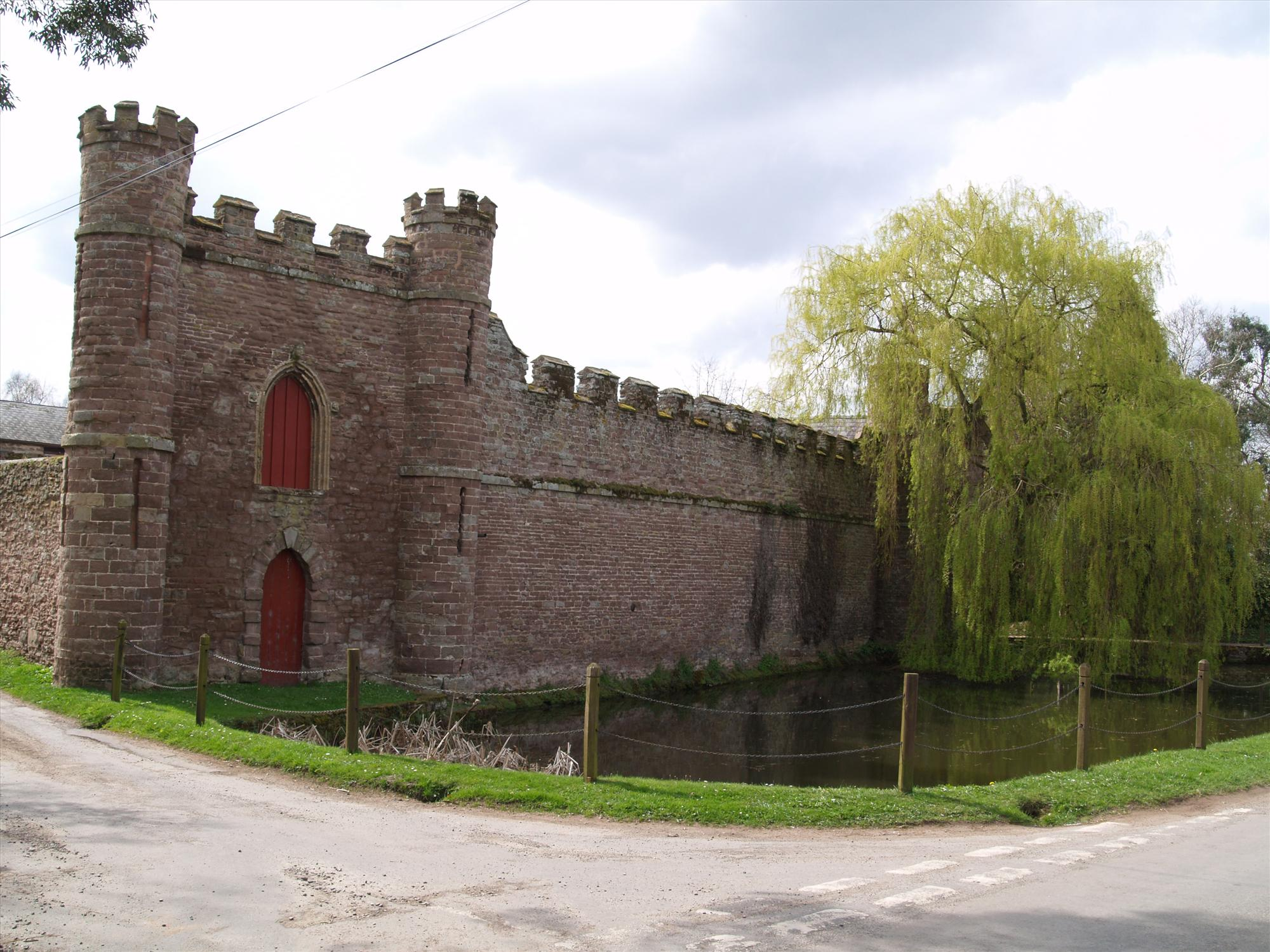
قلعة بولتري، والتي إشتراها هاموند بأكثر من 2 مليون جنيه إسترليني.

تعيش عائلة هاموند في قلعة موك، مقاطعة هيرفوردشير، غير شقة في لندن. في حوار له مع مجلة الصنداي تايمز في فبراير 2008، صرح هاموند بأنه قد إنتقل منذ فتره قصيرة من مقاطعة غلوسترشير، جنوب غرب إنجلترا، إلى مقاطعة باكينغهامشير جنوب شرق إنجلترا ثم عاد إلى مقاطعة غلوسترشير مرة أخرى بسبب افتقادة إلى أسلوب الحياة الريفي
في أكتوبر 2012، تم الإعلان أن هاموند قد أنفق أكثر من 2 مليون جنيه إسترليني في سبيل شراء قلعة بولتري. كما تم الإعلان عن شراءة منزل كبير في مدينة صغيرة في ونتاج، أوكسفوردشاير.

### المركبات

#### السيارات

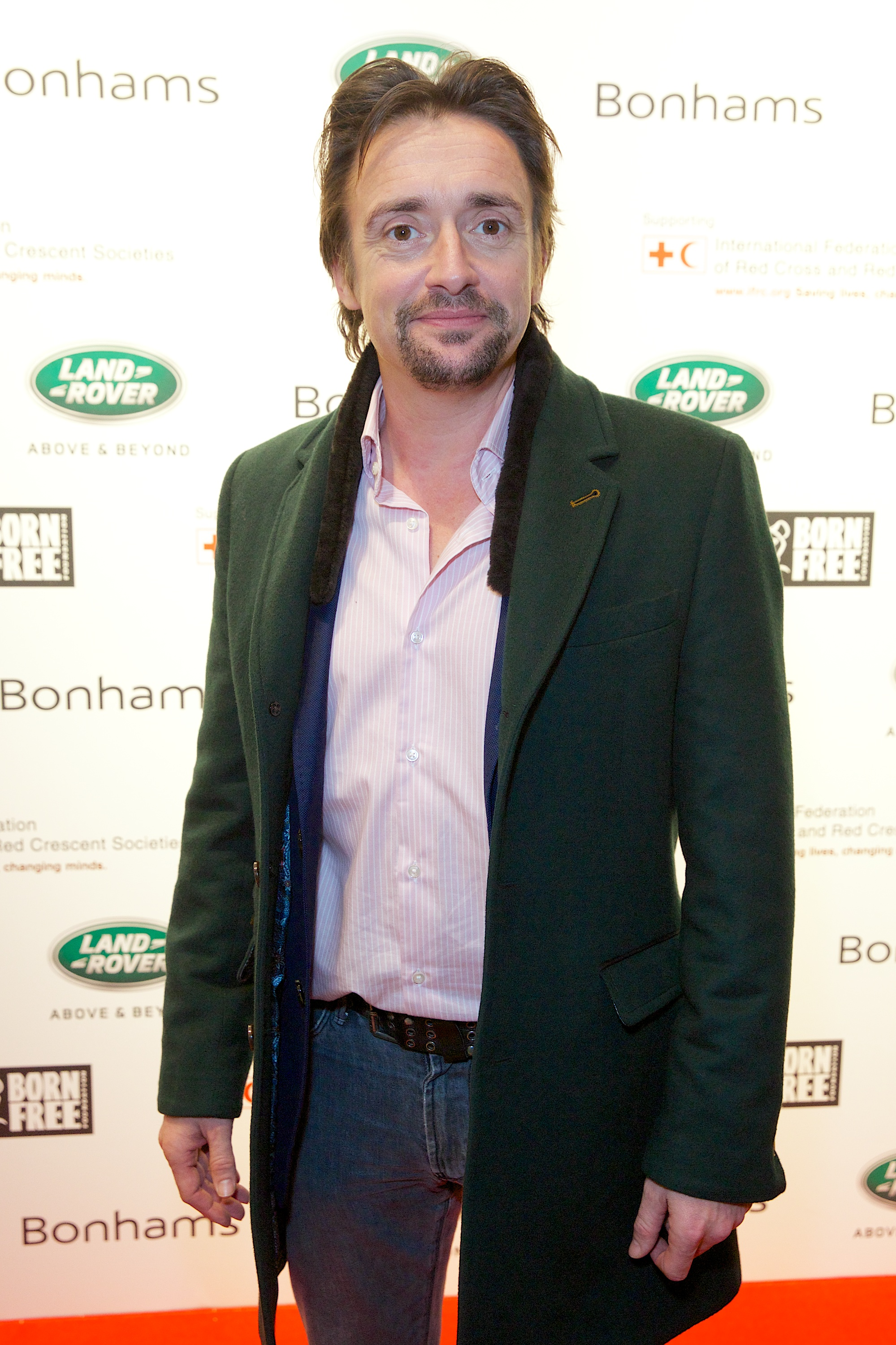
هاموند عام 2015

يمتلك هاموند العديد من السيارات مختلفة النوع والطراز فيمتلك:
- 1931 لاجوندا 2 لتر شحن فائق.[35]
- 1942 فورد جي بي دبليو.[36]
- 1963 أوبل كاديت. إشترى هذه السيارة أثناء اقامته في بوتسوانا وأسماها أوليفر.
- 1968 فورد موستانغ جي تي 390 في هايلاند جرين.[37]
- 1969 دودج تشارجر أر تي.[38]
- 1969 جاكوار أي-تايب. اشتراها مقابل 50,000 جنيه إسترليني، عام 2009.[39]
- 1979 إم جي ميدجيت.[40]
- 1985 لاند روفر رينج روفر كلاسيك.
- 1987 لاند روفر ديفندر 110، المعروف باسم «باستر»، اشتراها مقابل 70,000 جنيه إسترليني في عام 2008.[41]
- 1999 لوتس اسبريت 350 سبورت.[42]
- 2008 دودج شالنجر إس أر تي 8، اشتراها من الولايات المتحدة في الحلقة 12 من سلسلة توب جير.[43]
- 2015 بورش 911 جي تي3 أر إس. اشتراها يوم 17 إبريل 2016.
- 2016 فورد موستانغ بدون سقف باللون الأبيض مع خطوط سوداء. اشتراها هدية لزوجته في عيد ميلادها.[44]
- بنتلي إس 1.[45]
- لاند روفر 110. أطلقت عليها إبنته الكبرى اسم «والايكار».[46]
- ستارتيك لاند روفر ديفندر.[47]

سيارات لم تعد في حيازة هاموند بعد الآن:
- 1976 تويوتا كورولا. كانت أول سيارتها.[48]
- 1982 بورش 911 إس سي (باعها في منتصف عام 2000).[49][50]
- 1994 بي إم دبليو 850 سي أي، كان يستخدمها في السباق ضد سيارة كلاركسون المرسيدس سي إل 600. إشترى الثنائي السيارتين لإثبات أن المرء يمكن أن يشتري سيارة مستعملة وتكون أفضل من نيسان بيكسو (أرخص سيارة في بريطانيا في ذلك الوقت) بمال أقل. باع السيارة بعد اسبوع من التحدي.
- 1994 بورش 928، اشتراها عام 2004 بهدف أن تكون سيارته الأساسية.[38] باع السيارة فيما بعد.
- 2006 بورش 997 كاريرا إس.[51] باع السيارة في عام 2013 بعد إعلان GT3.
- 2007 فيات 500، ناقش شراءها في الموسم الثامن عشر من توب جير. لم يتم الإعلان عن زمن بيعها.
- 2009 أستون مارتن دي بي إس. اشتراها مقابل 175,000 جنيه إسترليني.[52] باع هاموند السيارة أيضا.
- 2009 مورجان إيروماكس، قام بحادثة بها في 9 أغسطس 2009.
- 2009 لامبورغيني غالاردو LP560-4 اشتراها عام 2010. باعها في 2012.
- 2013 بورش 911 جي تي3، ناقش فيها شراء السيارة في الموسم 21 من توب جير.[53] باعها عام 2016.
- فيراري 550، اشتراها باللون الوردي لبناته. صرح في توب جير أنه ندم على بيعها.[54]

#### الدرجات الهوائية
يعشق هاموند ركوب الدراجات النارية، فهو مداوم على ممارسة هذة الرياضة منذ أكثر 30 عام. يمتلك هاموند الآن العديد من الدراجات النارية المختلفة مثل:
- 1925 صن بيم طراز إيه، محرك أحادي الأسطوانة ذو صمام جانبي 350 سي سي، علبة تروس يدوية ثلاثية السرعات، مضخة زيت يدوية، مصابيح غاز الأسيتيلين.[56]
- 1927 صن بيم طراز 2.[57]
- 1935 انديان.[58]
- 1947 هارلي-ديفيدسون.[58]
- 1951 بي إم دبليو أر 51، تحويل 600 سي سي.[56]
- 1959 Norton Dominator[57]
- 1959 نورتون دومينيتور.[57]
- 1961 ترامف بونفيلي تي 120 سي.[59]
- 1962 ترامف بونفيلي.[60]
- 1970 موتو جيزي 750 إس.[61]
- 1974 كاواساكي زد 900.][57]
- 1976 بي إم دبليو آر 90 اس.[56]
- 1976 هوندا جولد وينج.
- 1976 كاواساكي زد 900، كانت هدية عيد ميلادة الأربعين من زوجته.[56][62]
- 1976 موتو جيزي.[56][57]
- 1976 ياماها إف إس- 1 إي.[57]
- 1981 بي إم دبليو أر 100 أر تي، أطلق عليه اسم إريك، أشتراه من مالكة السابق بعد أن سار به 105,000 ميل.[57]
- 1988 بي إم دبليو أر 100 جي إس.
- 1990 بي إم دبليو كية 1.
- 1990 بي إم دبليو كية 100 أر إس.

#### مركبات أخرى
تضمن مجموعة هاموند مركبات أخرى غير السيارات والدراجات الهوائية فيمتلك أيضا:
- مروحية روبنسون آر44- عام 2005.[63]
- قاطرة جون ديري (6210 S).[47]

## العمل الخيري
عمل هاموند كسفير لمنظمة أطفال المملكة المتحدة لإصابات الدماغ ثقة الأطفال "The Children's Trust" للعديد من السنوات.
في 29 سبتمبر 2013، قابل هاموند فتاة في ربيعها الثامن تدعى إيمليا بالمر ركبت معه سيارته اللامبورغيني أفينتادور. حلق هاموند بطائرته المروحية من طراز روبنسون آر44 إلى مطار شوبدون ليأخذ بالمر في جولة فوق مدينتها ويعيدها مرة أخرى إلى البيت بسيارته.

## الأعمال

### العروض التلفزيونية
| العام      | الإسم                                        | ملاحظات          |
| ---------- | -------------------------------------------- | ---------------- |
| 1998–2002  | أسبوع السيارات (على شبكة قنوات رجال ومحركات) | مقدم             |
| 1998–2002  | ملف السيارات (على شبكة قنوات رجال ومحركات)   | مقدم             |
| 2002–2015  | توب جير                                      | مقدم             |
| 2003       | توب جير: العودة                              | مقدم             |
| 2003–2006  | ألعاب العقل: سوء استخدام العلم               | مقدم، مساعد منتج |
| 2004–2005  | كرافتس                                       | مقدم             |
| 2004–2005  | [هل يجب أن أقلق بشأن..؟                      | مقدم             |
| 2005       | مؤامرة البارود: تحطيم الاسطورة               | مقدم             |
| 2005       | قادة الوقت                                   | مقدم             |
| 2005       | داخل أسمن رجل في بريطانيا                    | مقدم             |
| 2006       | عرض ريتشارد هاموند في الساعة الخامسة         | مقدم             |
| 2006       | رؤساء البنزين                                | متسابق           |
| 2006       | الهروب من المدرسة                            | متسابق           |
| 2006       | ريتشارد هاموند: هل تصدق ذلك                  | مقدم             |
| 2006       | ريتشارد هاموند والكأس المقدسة                | مقدم             |
| 2006       | معركة المهوسون                               | مقدم             |
| 2006       | عظام سكارك                                   | مؤدي صوت سكارك   |
| 2007       | اخر الرجال الصامدين (النسخة الإنجليزية)      | الراوي           |
| 2007       | أبطال طائرات الهليكوبتر                      | الراوي           |
| 2007       | ريتشارد هاموند يلتقي شرير نيفل               | مقدم             |
| 2008       | بي بي سي: ساعة الوقت                         | الراوي           |
| 2008, 2010 | إغاثة الرياضة                                | مقدم             |
| 2008–2012  | ريتشارد هاموند: التوصيلات الهندسية           | مقدم             |
| 2009       | توب جير: المكشوف                             | مقدم، مساعد منتج |
| 2009–2011  | معمل ريتشارد هاموند                          | مقدم، مساعد منتج |
| 2009–2011  | ممسوح بالكامل                                | مقدم             |
| 2010       | ريتشارد هاموند: العوالم غير المرئية          | مقدم             |
| 2010       | هاموند يقابل موس                             | مقدم             |
| 2010       | توب جير: نهاية العالم                        | مقدم             |
| 2011       | ريتشارد هاموند: رحلة إلى منتصف الكوكب        | مقدم             |
| 2011       | ريتشارد هاموند: رحلة إلى قاع المحيط          | مقدم             |
| 2011       | توب جير: في الأفلام                          | مقدم             |
| 2011       | ريتشارد هاموند: التقنية                      | مقدم             |
| 2012       | ريتشارد هاموند: دروس الحوادث                 | مقدم             |
| 2012       | الحياة على كوكب الأرض                        | مقدم             |
| 2012       | ريتشارد هاموند: معجزات الطبيعة               | مقدم             |
| 2012       | توب جير: 50 عام من سيارات بوند               | مقدم             |
| 2013       | ريتشارد هاموند: الخدمة السرية                | مقدم             |
| 2013       | هاموند يقابل موس                             | مقدم             |
| 2013       | خذ إثنين مع فارس وفادي                       | ضيف              |
| 2013       | توب جير: الرحلة المثالية                     | مقدم، كاتب       |
| 2014       | فارس وفادي                                   | مؤدي صوت نيجل    |
| 2014       | ريتشارد هاموند: الطقس الأقصى                 | مقدم             |
| 2014       | توب جير: الرحلة المثالية 2                   | مقدم             |
| 2014–2015  | علم البسطاء                                  | مقدم             |
| 2015       | ريتشارد هاموند: غابة المهمات                 | مقدم             |
| 2016—      | الجولة الكبرى                                | مقدم             |

### الكتب

#### كتب عن السيارات والدراجات الهوائية
- Hammond، Richard (13 أكتوبر 2005). What Not To Drive. Weidenfeld & Nicolson. ص. 276 pages. ISBN:978-0-297-84800-4.{{استشهاد بكتاب}}:  صيانة الاستشهاد: التاريخ والسنة (link)
- Hammond، Richard (5 أكتوبر 2006). Richard Hammond's Car Confidential. Weidenfeld & Nicolson. ص. 144 pages. ISBN:978-0-297-84445-7.
- Hammond، Richard (28 مايو 2009). A Short History of Caravans in the UK. Weidenfeld & Nicolson. ص. 144 pages. ISBN:978-0-297-84446-4.
- Hammond، Richard (20 مايو 2010). Richard Hammond's Caravan Confidential. Weidenfeld & Nicolson. ص. 144 pages. ISBN:978-0-7538-2671-3.
- Hammond، Richard (6 أكتوبر 2016). A Short History of the Motorcycle. Weidenfeld & Nicolson. ص. 208 pages. ISBN:978-0-29760990-2.

#### كتب للأطفال
- Hammond، Richard (29 يونيو 2006). Can You Feel the Force?: Putting the Fizz Back into Physics. Dorling Kindersley Publishers. ص. 96 pages. ISBN:978-1-4053-1543-2.
- Hammond، Richard (2 يونيو 2008). Car Science (Hardback). Dorling Kindersley Publishers. ص. 96 pages. ISBN:978-1-4053-3200-2.
- Hammond، Richard (1 سبتمبر 2008). Car Science (Paperback). Dorling Kindersley Publishers. ص. 96 pages. ISBN:978-0-7566-4026-2.
- Hammond، Richard (2009). Blast Lab: More than 30 Mind-Blasting Experiments!. Dorling Kindersley Publishers. ص. 96 pages. ISBN:978-0-7566-5648-5.

#### السيرة الذاتية
- Hammond، Richard (20 سبتمبر 2007). On The Edge: My Story (Hardback). Weidenfeld & Nicolson. ص. 308 pages. ISBN:978-0-297-85327-5.
- Hammond، Richard (29 مايو 2008). On The Edge: My Story (Paperback). Phoenix. ص. 308 pages. ISBN:978-0-7538-2404-7.
- Hammond، Richard (7 أغسطس 2008). On The Edge: My Story (Abridged). Phoenix. ص. 256 pages. ISBN:978-0-7538-2330-9.
- Hammond، Richard (18 سبتمبر 2008). As You Do: Adventures with Evel, Oliver and the Vice-President of Botswana (Hardback). Orion Publishing Co. ص. 268 pages. ISBN:978-0-297-85520-0.
- Hammond، Richard (28 مايو 2009). As You Do: Adventures with Evel, Oliver and the Vice-President of Botswana (Paperback). Orion Publishing Co. ص. 314 pages. ISBN:978-0-7538-2562-4.
- Hammond، Richard (1 أكتوبر 2009). Or Is That Just Me? (Hardback). Phoenix. ص. 256 pages. ISBN:978-0-297-85521-7.
- Hammond، Richard (20 مايو 2010). Or Is That Just Me? (Paperback). Phoenix. ص. 352 pages. ISBN:978-0-7538-2562-4.
- Hammond، Richard (7 نوفمبر 2013). On the Road: Growing up in Eight Journeys - My Early Years (Hardback). Weidenfeld & Nicolson. ص. 256 pages. ISBN:978-02978-6943-6.
- Hammond، Richard (14 أغسطس 2014). On the Road: Growing up in Eight Journeys - My Early Years (Paperback). Weidenfeld & Nicolson. ص. 288 pages. ISBN:978-17802-2509-8.

### ألعاب الفيديو
| اسم اللعبة         | المطور          | العام | الدور     |
| ------------------ | --------------- | ----- | --------- |
| فورزا موتورسبورت 5 | تيرن 10 ستوديوز | 2013  | مؤدي صوتي |
| فورزا موتورسبورت 6 | تيرن 10 ستوديوز | 2015  | مؤدي صوتي |

### أقراص الفيديو الرقمية
1. ألعاب العقل: أفضل لقطات الموسم الأول (2003، ITV)
2. التوصيلات الهندسية لريتشارد هاموند: المواسم الكاملة (2008، إمبريلا للترفية، التلفاز الإسترالي).
3. ألعاب العقل: المواسم الكاملة (2008، ITV).
4. التوصيلات الهندسية لريتشارد هاموند: الموسم الأول (2009، ناشيونال جيوغرافيك).
5. معمل ريتشارد هاموند (2009، يونيفرسال بيكتشر، المملكة المتحدة).
6. ريتشارد هاموند" العوالم الخفية (2010).
7. التوصيلات الهندسية لريتشارد هاموند: الموسم الثاني (2010، ناشيونال جيوغرافيك).
8. هاموند يقابل موس (2010، إذاعة أكرون، المملكة المتحدة).
9. ريتشارد هاموند: رحلة إلى مركز الكوكب (2011).
10. التوصيلات الهندسية لريتشارد هاموند: الموسم الثالث (2011، ناشيونال جيوغرافيك).
11. ممسوح بالكامل: حلقات المشاهير في الموسم الخامس (2012).
12. دروس من الحوادث: الموسم الأول (2012، بي بي سي، أستراليا).
13. ريتشارد هاموند يبني الكوكب (2013، بي بي سي، أستراليا).
14. ريتشارد هاموند: معجزة الطبيعة (2013، إذاعة أكرون).
15. ريتشارد هاموند: الطقس الأقصى (2014، إس بي إس).
16. ريتشارد هاموند: مهمة في الغابة (2015).

#### توب جير
1. توب جير: أفضل حلقات الموسم الأول والثاني (مع جيرمي كلاركسون وجيمس ماي) (2003).
2. توب جير: الموسم الخامس.
3. توب جير: دورة الألعاب الأولمبية الشتوية (مع جيرمي كلاركسون وجيمس ماي) (2006).
4. توب جير: مجموعة البوكس ستور (2006).
5. توب جير: مجموعة تحديات (2007).
6. توب جير: الموسم التاسع (مع جيرمي كلاركسون وجيمس ماي) (2007، بي بي سي، إنتاج ألماني).
7. توب جير: التحديات (مع جيرمي كلاركسون وجيمس ماي) (2007).
8. توب جير: التحديات (مع جيرمي كلاركسون وجيمس ماي) (2008).
9. توب جير: المغامرات العظمى- حلقات الولايات المتحدة الخاصة (مع جيرمي كلاركسون وجيمس ماي) (2008، بي بي سي، إنتاج إسترالي).
10. توب جير: التحديات الجزء الثاني (مع جيرمي كلاركسون وجيمس ماي) (2008).
11. توب جير: التحديات الموسم الأول والثاني (مع جيرمي كلاركسون وجيمس ماي) (2008).
12. توب جير: المكشوف- الحلقات الخاصة (2009).
13. توب جير: حلقات خاصة (مع جيرمي كلاركسون وجيمس ماي) (2009).
14. توب جير: المغامرات العظمى الجزء الثاني (2009).
15. توب جير: المغامرات العظمى- حلقة فيتنام الخاصة (مع جيرمي كلاركسون وجيمس ماي) (2009، بي بي سي، إنتاج أسترالي).
16. توب جير: المغامرات العظمى- حلقة بوتسوانا الخاصة (مع جيرمي كلاركسون وجيمس ماي) (2009، بي بي سي، إنتاج أسترالي).
17. توب جير: المغامرات العظمى- مجموعة البوكس ستور الجزء الأول والثاني (مع جيرمي كلاركسون وجيمس ماي) (2009، بي بي سي، إنتاج أسترالي).
18. توب جير: أفضل لقطات ستيج (مع جيرمي كلاركسون وجيمس ماي) (2009).
19. توب جير: الموسم العاشر (مع جيرمي كلاركسون وجيمس ماي) (2010).
20. توب جير: التحديات الجزء الثالث (مع جيرمي كلاركسون وجيمس ماي) (2009).
21. توب جير: التحديات الجزء الرابع (مع جيرمي كلاركسون وجيمس ماي) (2010).
22. توب جير: المغامرات العظمى الجزء الثالث (مع جيرمي كلاركسون وجيمس ماي) (2010).
23. توب جير: نهاية العالم (مع جيمس ماي) (2010).
24. توب جير: مجموعة التحديات من الموسم الأول للموسم الرابع (مع جيرمي كلاركسون وجيمس ماي) (2010).
25. توب جير: الموسم الحادي عشر (مع جيرمي كلاركسون وجيمس ماي) (2011).
26. توب جير: الموسم الثاني عشر (مع جيرمي كلاركسون وجيمس ماي) (2011).
27. توب جير: الموسم الثالث عشر (مع جيرمي كلاركسون وجيمس ماي) (2011).
28. توب جير: التحديات الجزء الخامس (مع جيرمي كلاركسون وجيمس ماي) (2011).
29. توب جير: في الأفلام (مع جيمس ماي) (2011).
30. توب جير: المغامرات العظمى الجزء الرابع (مع جيرمي كلاركسون وجيمس ماي) (2011).
31. توب جير: مجموعة البوكس ستور- المغامرات العظمى من الجزء الأول إلى الرابع (مع جيرمي كلاركسون وجيمس ماي) (2011).
32. توب جير: دوبل بيل- حلقات هاموند وماي الخاصة- أفلام نهاية العالم (مع ماي) (2011).
33. توب جير: الموسم الرابع عشر (مع جيرمي كلاركسون وجيمس ماي) (2012).
34. توب جير: الموسم الخامس عشر (مع جيرمي كلاركسون وجيمس ماي) (2012).
35. توب جير: الموسم السادس عشر (مع جيرمي كلاركسون وجيمس ماي) (2012).
36. توب جير: الموسم السابع عشر (مع جيرمي كلاركسون وجيمس ماي) (2012).
37. توب جير: الموسم الثامن عشر (مع جيرمي كلاركسون وجيمس ماي) (2012).
38. توب جير: المغامرات العظمى+ المغامرات العظمى حلقات الولايات المتحدة الخاصة+ التحديات (مع جيرمي كلاركسون وجيمس ماي) (2012).
39. توب جير: التحديات الجزء الخامس (مع جيرمي كلاركسون وجيمس ماي) (2012).
40. توب جير: التحديات الجزء السادس (مع جيرمي كلاركسون وجيمس ماي) (2012).
41. توب جير: المغامرات العظمى الجزء الخامس (مع جيرمي كلاركسون وجيمس ماي) (2012).
42. توب جير: 50 عام من سيارات جيمس بوند (2013).
43. توب جير: رحلة الطريق المثالية (مع جيرمي كلاركسون) (2013، بي بي سي).
44. توب جير: الموسم التاسع عشر (مع جيرمي كلاركسون وجيمس ماي) (2013، بي بي سي، إنتاج أسترالي).
45. توب جير: الموسم التاسع عشر والموسم العشرين (مع جيرمي كلاركسون وجيمس ماي) (2013).
46. توب جير المغامرة الأفريقية العظمى (مع جيرمي كلاركسون وجيمس ماي) (2013).
47. توب جير: الموسم الحادي والعشرين (مع جيرمي كلاركسون وجيمس ماي) (2014، بي بي سي).
48. توب جير: رحلة الطريق المثالية الجزء الثاني (مع جيرمي كلاركسون) (2014، بي بي سي).
49. توب جير: حلقة بورما الخاصة (مع جيرمي كلاركسون وجيمس ماي) (2014).
50. توب جير: أفضل مقاطع بريطانيا (مع جيرمي كلاركسون وجيمس ماي) (2014).
51. توب جير: الحلقات الخاصة كاملة (مع جيرمي كلاركسون وجيمس ماي) (2015).
52. توب جير: حلقة باتاغونيا الخاصة (مع جيرمي كلاركسون وجيمس ماي) (2015).
53. توب جير: الموسم الثاني والعشرون (مع جيرمي كلاركسون وجيمس ماي) (2015).
54. توب جير: أفضل المقاطع (مع جيرمي كلاركسون وجيمس ماي) (2015).
55. توب جير: رحلة الطريق المثالية الجزء الأول والثاني (مع جيرمي كلاركسون) (2015).
56. توب جير: طموح ولكن قمامة (2015، بي بي سي).

### الإعلانات
1. موريسونس (2008)
2. موريسونس (عيد الميلاد 2008)
3. موريسونس (2009)
4. موريسونس (عيد الميلاد 2009)
5. تحدي السرعة وتسليم الورق في توب جير (2009).
6. تحدي السرعة في توب جير (2010).
7. توب جير التحدي الشامل (2007).
8. توب جير المكشوف (2009).

### الجوائز
| العام | الجائزة                                    | الفئة                                                      | العمل المرشح                                  | النتيجة | المصادر |
| ----- | ------------------------------------------ | ---------------------------------------------------------- | --------------------------------------------- | ------- | ------- |
| 2004  | جوائز التلفزيون الوطني                     | البرنامج الترفيهي الأكثر شيوعا                             | توب جير                                       | رُشِّح     | [ 69 ]  |
| 2005  | جوائز نادي الصناعات التلفزيونية والإذاعية. | شخصية التلفزيون الواقعي                                    |                                               | فوز     | [ 70 ]  |
| 2005  | جوائز نادي الصناعات التلفزيونية والإذاعية. | موهبة تلفزيونية جديدة                                      |                                               | فوز     | [ 70 ]  |
| 2005  | جائزة إيمي                                 | أفضل نص ترفيهي                                             | توب جير                                       | فوز     | [ 71 ]  |
| 2005  | جوائز التلفزيون الوطني                     | البرنامج الترفيهي الأكثر شيوعي                             | توب جير                                       | رُشِّح     | [ 69 ]  |
| 2006  | جوائز نادي الصناعات التلفزيونية والإذاعية  | شخصية التلفزيون الواقعي                                    |                                               | فوز     | [ 70 ]  |
| 2006  | جوائز التلفزيون الوطني                     | البرنامج الترفيهي الأكثر ترفيهي                            | توب جير                                       | فوز     | [ 69 ]  |
| 2006  | جائزة مجلة هيت                             | اختيار المجلة                                              |                                               | فوز     | [ 72 ]  |
| 2007  | جوائز نادي الصناعات التلفزيونية والإذاعية  | شخصية التلفزيون الواقعي                                    |                                               | فوز     | [ 70 ]  |
| 2007  | جوائز جمعية التلفزيون الملكي               | أفضل مقدم برامج بالتشارك مع جيرمي كلاركسون وجيمس ماي       | توب جير                                       | رُشِّح     | [ 70 ]  |
| 2007  | جوائز التلفزيون الوطني                     | البرنامج الترفيهي الأكثر شيوعا                             | توب جير                                       | فوز     | [ 69 ]  |
| 2008  | جوائز التلفزيون الوطني                     | البرنامج الترفيهي الأكثر شيوعا                             | توب جير                                       | فوز     | [ 69 ]  |
| 2008  | جوائز نادي الصناعات التلفزيونية والإذاعية  | أفضل برنامج ترفيهي                                         | توب جير                                       | فوز     | [ 69 ]  |
| 2008  | جوائز تي في كويك                           | أفضل عرض مباشر                                             | توب جير                                       | فوز     | [ 69 ]  |
| 2009  | جوائز الاكاديمية البريطانية للطفولة        | أفضل مقدم                                                  | معمل ريتشارد هاموند                           | فوز     | [ 70 ]  |
| 2009  | جوائز نادي الصناعات التلفزيونية والإذاعية  | أفضل برنامج ترفيهي                                         | توب جير                                       | فوز     | [ 69 ]  |
| 2009  | جوائز تي في كويك                           | أفضل عرض مباشر                                             | توب جير                                       | فوز     | [ 69 ]  |
| 2009  | جوائز تي في كويك                           | أفضل عرض لعب                                               | ممسوح بالكامل                                 | رُشِّح     |         |
| 2009  | جوائز اختيار الجمهور                       | أفضل عرض مباشر                                             | توب جير                                       | فوز     |         |
| 2010  | جوائز التلفزيون الوطني                     | البرنامج الترفيهي الأكثر شيوعا                             | توب جير                                       | رُشِّح     | [ 69 ]  |
| 2011  | جوائز التلفزيون الوطني                     | البرنامج الترفيهي الأكثر شيوعا                             | توب جير                                       | فوز     | [ 69 ]  |
| 2011  | جوائز نادي الصناعات التلفزيونية والإذاعية  | أفضل برنامج ترفيهي                                         | توب جير                                       | فوز     | [ 69 ]  |
| 2011  | جوائز اختيار الجمهور                       | أفضل عرض ترفيهي                                            | توب جير                                       | فوز     |         |
| 2012  | جوائز التلفزيون الوطني                     | البرنامج الترفيهي الأكثر شيوعا                             | توب جير                                       | رُشِّح     | [ 69 ]  |
| 2012  | جوائز تي في كويك                           | أفضل عرض ترفيهي                                            | توب جير                                       | فوز     | [ 69 ]  |
| 2012  | جوائز اختيار الجمهور                       | أفضل عرض ترفيهي                                            | توب جير                                       | فوز     |         |
| 2012  | دخول موسوعة غينيس للأرقام القياسية         | البرنامج التلفزيوني الواقعي الأكثر مشاهدة على مستوى العالم | توب جير                                       | فوز     | [ 73 ]  |
| 2012  | جوائز مهرجان بانف العالمي لوسائل الإعلام   | أفضل برنامج علوم وتاريخ طبيعي                              | ريتشارد هاموند: رحلة إلى مركز الكوكب          | فوز     | [ 74 ]  |
| 2013  | جوائز التلفزيون الوطني                     | البرنامج الترفيهي الأكثر شيوعا                             | توب جير                                       | رُشِّح     | [ 69 ]  |
| 2013  | جوائز التلفزيون الوطني                     | السلسة الوثائقية الأكثر شعبية                              | الحياة على كوكب الأرض                         | رُشِّح     | [ 75 ]  |
| 2013  | جوائز مهرجان جاكسون هول للحياة البرية      | أفضل مضيف، أفضل مقدم                                       | ريتشارد هاموند معجزة الطبيعة: الأجسام الخارقة | فوز     | [ 76 ]  |
| 2014  | جائزة إيمي                                 | أفضل برنامج للعلوم والتكنولوجيا                            | ريتشارد هاموند كيف تبني الكوكب                | رُشِّح     | [ 70 ]  |
| 2014  | جائزة اختيار النقاد                        | أفضل سلسلة واقعية                                          | توب جير                                       | رُشِّح     | [ 69 ]  |
| 2015  | جوائز التلفزيون الأسترالي                  | البرنامج الأكثر ترفيهي                                     | توب جير                                       | فوز     | [ 77 ]  |
| 2015  | جوائز التلفزيون الوطني                     | البرنامج الترفيهي الأكثر شيوعا                             | توب جير                                       | رُشِّح     | [ 69 ]  |
| 2015  | جوائز اختيار الجمهور                       | أفضل عرض ترفيهي                                            | توب جير                                       | رُشِّح     | [ 78 ]  |
| 2017  | جوائز نادي الصناعات التلفزيونية والإذاعية  | أفضل عرض                                                   | الجولة الكبرى                                 | رُشِّح     | [ 79 ]  |

## وصلات خارجية
- ريتشارد هاموند على موقع IMDb (الإنجليزية)
- ريتشارد هاموند على موقع ميوزك برينز (الإنجليزية)
- ريتشارد هاموند على موقع إن إن دي بي (الإنجليزية)
- ريتشارد هاموند على موقع قاعدة بيانات الفيلم (الإنجليزية)
- ريتشارد هاموند على موقع كينوبويسك (الروسية)

- الموقع الرسمي

المواقع الرسمية
- الصفحة الرسمية لريتشارد هاموند- على قاعدة بيانات الأفلام على الإنترنت
- الصفحة الرسمية لبرنامج توب جير- على موقع تي في دوت كوم
- الصفحة الرسمية لبرنامج توب جير- على قاعدة بيانات الأفلام على الإنترنت
- الصفحة الرسمية لبرنامج ألعاب العقل: سوء استخدام العلم- على قاعدة بيانات الأفلام على الإنترنت
- الصفحة الرسمية لبرنامج ممسوح بالكامل- على قاعدة بيانات الأفلام على الإنترنت
- الصفحة الرسمية لبرنامج الحياة على كوكب الأرض- على قاعدة بيانات الأفلام على الإنترنت
- الصفحة الرسمية للجولة الكبرى
- الصفحة الرسمية لبرنامج الجولة الكبرى- على قاعدة بيانات الأفلام على الإنترنت- على قاعدة بيانات الأفلام على الإنترنت
- الصفحة الرسمية لبرنامج الجولة الكبرى- على اليوتيوب
- Q&A- الجارديان

فيديوهات
- حادثة هاموند في هامبرج عام 2017- الفيديو الأصلي
- إنقلاب سيارة هاموند في سويسرا
- هاموند يناقش حادثة سيارة الريماك الكهربائية
- هاموند يصطحب إيليما في سيارته اللامبورغيني أفينتادور
- مجموعة سيارات ريتشارد هاموند
- هاموند يقود سيارة بورش في دبي